# Samhällsbyggnadsbolaget i Norden
Samhallsbyggnadsbolaget i Norden AB (SBB) ist ein schwedisches Unternehmen, das Gemeinschaftsimmobilien in der nordischen Region sowie Mietwohnungen in Schweden besitzt und bewirtschaftet. Das Unternehmen strebt außerdem eine aktive Projekt- und Immobilienentwicklung an. Das Immobilienportfolio der SBB zeichnet sich durch einen hohen Vermietungsgrad und lange Mietverträge aus. Die Mieteinnahmen bestehen aus langfristigen Vereinbarungen, vor allem von den nordischen Zentralregierungen/Gemeinden/Landräten und von schwedischen mietregulierten Wohnungen. Seit Juli 2022 ist das Unternehmen Teil des OMX Stockholm 30.

## Geschichte
Das Unternehmen wurde im Jahr 2016 gegründet. Seit 2022 ist das Unternehmen in Stockholm an der Börse gelistet. Die Tochterfirma Sveafastigheter konnte mit einem Listing im Jahr 2024 im Nasdaq First North an die Börse gebracht werden.

## Besitzverhältnisse
Anteilseigner per Ende 2023 von über 5 % der Stimmrechte waren wie folgt bekannt:
- Ilija Batljan (8,3 % – 31,6% Stimmrechte)
- Arvid Svensson Invest (4,04 % – 12,68 % Stimmrechte)
- Dragfast AB (3,24 % – 10, 71 % Stimmrechte)
- Sven-Olof Johansson (3,34 % – 7,23 % Stimmrechte)